# 夜兰
夜兰是电子游戏《原神》中的虚构女角色，其身份为游戏中“璃月”国家的特别情报官，擅长以各种伪装身份执行秘密情报工作。角色在游戏2022年更新的2.7版本中登場，在上线后因其本身独特的人格设定以及在游戏玩法上带来的极佳体验获得了不少玩家的关注，为游戏中重要的高人气角色之一。

## 创作及设计
夜兰是在2022年3月28日首次被游戏官方米哈游正式提及，当时官方公布了夜兰和另一位角色久岐忍的形象等信息，尽管角色在更早期非官方渠道的泄露中就有被提到过。按照游戏开发的惯例，这意味着角色会在2.7版本中将能以抽卡的方式开放给玩家获取使用，而角色在2022年3月30日更新的2.6版本中就已经出现在游戏部分地区探索剧情的画面当中。
在形象设计方面，角色整体呈现蓝、黑、白的色调，下半身身着皮裤，侧面露出部分大腿；上半身身着钴蓝色搭配黑色的皮衣；右臂穿着半透明分离袖，背部披有白色外套。发色整体呈蓝黑色，在末端渐变为蓝色。
在人物定位和人格方面，夜兰的真实身份是直属于“璃月”国家高层“璃月七星”之一“天权星”凝光的特别情报官，擅长以伪装的身份参与到世界各地的各种事件当中探查情报。夜兰非常喜欢刺激、隐秘和危险的工作，总是游走于各种危险的边缘之中，而鲜少对平常的生活感兴趣，甚至具有嗜痛的体格，对各种危险行动中产生的伤痛上瘾，同时也对异常辛辣的食物特别感兴趣。游戏2.7版本更新前的角色宣传和角色演示影片中即充分刻画出了角色神秘、冷酷、令人生畏的一面。在角色演示影片中，夜兰将抓获的盗宝团犯人捆绑并踩住其颈部以试图使对方招供出情报。夜兰亦具有超凡的智谋，曾亲自暗中设局调查并破获游戏中反派组织“愚人众”最为隐蔽而复杂的渗透阴谋。

## 作品中表现

### 角色故事
夜兰出生于情报官世家，她在很年轻的时候就进入了这一行业。虽是直属凝光的特别情报官，但在夜兰看来她与凝光的关系并非上下级的关系而是合作的关系。夜兰因擅长以各种身份示人而被人称为“一人千面”，在她看来这是一种夸奖。夜兰展示给外人的身份之一是游戏中“岩上茶室”的老板，经常扮作茶室的熟客和陌生人玩骰子并总能靠着熟练的作弊技巧欺骗对手取胜，甚至行家之间形成了“别在岩上茶室和陌生女人玩骰子”的忠告相流传。茶室同时也是她收集情报的地点之一。夜兰的右手佩戴有一只家族流传的玉镯，印有家族术法，配合另一只成对使用可以用来传递简单的讯息，但另一只已在她一次与愚人众的交锋之中意外损坏。不过夜兰也在那次行动中截获了愚人众原本要供奉给其所属国神明的皮草，并将其样式重制，作为披风平时披在肩上。
夜兰的祖先曾参与五百年前“层岩巨渊”地区的一场恶战，其中一位在这场战争中下落不明。夜兰一直想查清楚这位祖先的下落，直到层岩巨渊地下传来异动，七星决定派人前往探查时才等来了机会。她在地下矿区独自调查的过程中偶遇因其他缘由同样前来调查的玩家一行人，但随后因故导致众人均意外跌落入矿区底部内的一处空间中，于是众人便打算寻找出口逃回。众人在该处空间中见到了各种离奇诡异的现象，经历了众多惊险和波折才最终都安全地逃出生天，而夜兰也在这里找到了当年有关那位祖先下落的真相。

### 角色玩法
角色为五星水元素角色，技能效果为疾速冲刺并绑缚住途中遇到的敌人，结束后对被捆绑的敌人造成伤害。元素爆发为召唤一个骰子，作用是与当前在场的角色一同攻击敌人，同时对当前在场角色的伤害有增强效果。与通常的角色不同，角色技能、元素爆发造成的伤害取决于角色生命值的上限值，与攻击力的大小没有关系，这使得玩家只需要提升其生命值上限就能够既提升角色的生存能力又提升角色造成的伤害，无需再提升攻击力。
角色通常的玩法与行秋类似，主要靠使用元素爆发召唤骰子，然后下场并切换其他元素类型（如火元素）角色上场进行攻击，召唤出来的骰子不仅能够与在场角色一同攻击补充对敌方的伤害，而且骰子造成的水元素攻击能与火元素等元素发生反应再造成更多伤害。角色常搭配的火元素角色有胡桃、可莉、宵宫等。由于角色对敌伤害的主要来源为元素爆发，而元素爆发需要一定的元素能量启动，这对角色的元素充能能力有较高的要求。满命座的夜兰在释放元素爆发后一定次数的普通攻击也能造成相当可观的伤害。

## 反响及评价
角色在上线后获得了相当高的人气和关注度。许多玩家被夜兰展现出的神秘、冷酷、富有智慧的特点所吸引，并因此有了抽卡获得角色的想法。米哈游官方还曾推出和必胜客的联动活动，而活动的主角之一即为夜兰。在米哈游制作的另一款游戏《崩坏：星穹铁道》上线后，有玩家将夜兰与该游戏中的气质相似、中文声优相同的角色卡芙卡做比较并制作了两角色的合成图。
在玩法方面，夜兰技能的急速冲刺效果能为玩家平时探索需要赶路时带来极大的便利，而战斗时作为后台输出角色能够为场上角色的伤害提供极大的增幅，占比甚至比场上角色本身带来的伤害还要高，角色同时也具有相当高的生存能力和容错性，体验非常出色。由于其后台输出且伤害高的特点，角色的泛用性很强，适合进入多种元素的队伍体系，包括游戏3.0版本“须弥”国家更新后的草元素体系。许多媒体都将夜兰列为游戏中强度级别最高的角色之一，并推荐新手玩家获取该角色，即使是在游戏中“枫丹”国家上线后和角色上线近两年后的2024年也是如此。而角色在满命座后强度在原有基础上再获大幅度的提升，此时角色释放元素爆发后将获得极强的对敌伤害能力，甚至仅凭自身便可以在短时间内通关游戏中最难关卡“深境螺旋”，是实力超群的存在。
角色为游戏官方带来了相当可观的收入。2.7版本夜兰最初上线时的限时抽卡活动（下称“卡池”）带来的营收打破了过去所有角色的纪录。之后游戏3.4版本夜兰和胡桃的卡池也同样打破了过去卡池收入的纪录，且根据统计过半数收入为夜兰所贡献。媒体多认为作为玩家当期卡池“难以抗拒”，并认为此为角色相当受喜爱的体现。

## 备注
1. ↑  游戏中角色的星级有四星和五星两种。
2. ↑  即通常游戏中的“大招”、“绝招”。
3. ↑  在这种玩法中，夜兰的作用通常被称为“后台输出角色”。
4. ↑  在游戏中如果已经获得了某个角色，仍然可以通过抽卡等方式继续获得该角色。但这时玩家不会拥有多个同一角色，而是将重复获得的同一角色转化为该角色的“命座”，命座能够为角色提供增强效果和额外能力。大部分角色拥有六个命座且为按顺序获得，全部获得之后就称为“满命座”，这时加上角色本身相当于获得了同一角色七次。